# Cirilo Rodríguez
Cirilo Rodríguez (Segovia, 1926-Madrid, 21 de noviembre de 1980) fue un periodista radiofónico español.

## Biografía
Su padre era natural de Cedillo de la Torre. Comenzó su carrera profesional en Radio Segovia y a partir del 3 de julio de 1967 en Radio Nacional de España, donde en 1975 fue nombrado redactor jefe de los servicios informativos de RNE y en 1979 jefe del servicio de información internacional, también fue corresponsal en Nueva York. Cubrió, entre otros, la llegada del hombre a la Luna, la dimisión de Richard Nixon, el asesinato de Robert Kennedy, la guerra de Vietnam o la victoria de Jimmy Carter. En vacaciones acostumbraba a frecuentar la localidad de Cedillo de la Torre.
En su honor se celebra, de forma anual, el Premio de Periodismo Cirilo Rodríguez, organizado por la Asociación de la Prensa de Segovia y que premia a los corresponsales o enviados de medios españoles